# Mycalesis feae
Mycalesis feae är en fjärilsart som beskrevs av Aurivillius 1910. Mycalesis feae ingår i släktet Mycalesis och familjen praktfjärilar. Inga underarter finns listade i Catalogue of Life.